# Звільнення (Доктор Хаус)
«Звільнення» (англ. Resignation)  — двадцять друга серія третього сезону американського телесеріалу «Доктор Хаус». Прем'єра епізоду проходила на каналі FOX 8 травня 2007. Доктор Хаус і його команда мають врятувати 19-річну дівчину, яка ніколи не була щаслива.

## Сюжет
Під час занять з карате 19-річна Едді починає кашляти кров'ю. Чейз вважає, що у дівчини проблеми з серцем. Також Він і Кемерон дізнаються, що Форман звільняється. Проте він ще має відпрацювати в лікарні два тижні, тому разом з Чейзом він перевіряє серце Едді. Орган виявляється нормальним, проте Чейз помічає, що Едді дрижить, хоч говорить, що їй не холодно. Хаус думає, що це могла спричинити інфекція. Він наказує почати лікування і зробити біопсію легенів, але вона виявляється негативною. Згодом у Едді трапляється зупинка дихання. Їй роблять пункцію і розуміють, що дівчина не могла дихати через плевральний випід.
Хаус продовжує вважати, що всі симптоми спричинені інфекцією, хоча команда вважає, що це не так. Хаус наказує давати Едді сильніші антибіотики і зробити артеріограму легенів. Результат ще раз показав, що легені в нормі. Тепер Хаус вважає, що пацієнтка втрачає білок. Проте зробити тести на всі види білків неможливо, деякі навіть не можна виявити. Це надихає Чейза на думку — у Едді може бути брак комплементу фактора Н, проте, якщо це так, вона помре. Хаус наказує зробити біопсію макулярної зони, яка невдовзі також виявляється негативною. Команда робить томографію голови, щоб знайти пухлину, але мозок чистий. Також під час сканування Едді почала кричати через біль у голові. Кемерон і Форман побачили, що у неї швидкий масивний некроз тканин.
Чейз думає, що у дівчини автоімунне захворювання і пропонує дати їй стероїди. Проте Хаус пояснює, що якщо це не так, то стероїди викличуть обширний інфаркт. Кемерон і Чейз наважуються ввести їй ліки і незабаром дівчині стає краще. Проте через деякий час у Едді відмовили нирки і трапилась тахікардія шлуночків. Все це вказує на дефіцит незвичайного білка і Едді от-от помре. Хаус повідомляє їй та її сім'ї. Хаус зрозумів, що реакція Едді на почуте ненормальна. Дівчина не хотіла дізнатись, що у неї за хвороба. Через це Хаус розуміє, що вона хотіла покінчити з життям. Едді завернула в жуйку засіб для миття посуду і проковтнула його. Токсини розійшлися по всьому організму і почали вбивати дівчину. Їй роблять операцію і вона одужує.